# 无量山箭竹
无量山箭竹（学名：Fargesia wuliangshanensis）为禾本科箭竹属下的一个种。其种加词“wuliangshanensis”意为云南省普洱市景东彝族自治县“无量山的”。